# Campionati italiani invernali di nuoto 2018
I XXI Campionati italiani invernali di nuoto (nome ufficiale Campionato italiano open in vasca corta) si sono svolti a Riccione dal 30 novembre al 1º dicembre 2018. È stata utilizzata la vasca da 25 metri.
Le gare sono state disputate in serie.

## Podi

### Uomini
| Evento              | Oro                                                                                   | Tempo                             | Argento                                                                               | Tempo                           | Bronzo                                                                                   | Tempo                           |
| Stile libero        |                                                                                       |                                   |                                                                                       |                                 |                                                                                          |                                 |
| 50 m                | Marco Orsi                                                                            | 21"41                             | Lorenzo Zazzeri                                                                       | 21"47                           | Andrea Vergani                                                                           | 21"53                           |
| 100 m               | Lorenzo Zazzeri                                                                       | 47"06                             | Alessandro Miressi                                                                    | 47"25                           | Ivano Vendrame                                                                           | 47"61                           |
| 200 m               | Gabriele Detti                                                                        | 1'44"39                           | Matteo Ciampi                                                                         | 1'45"22                         | Alessio Proietti Colonna                                                                 | 1'45"39                         |
| 400 m               | Alessio Proietti Colonna                                                              | 3'43"21                           | Matteo Ciampi                                                                         | 3'43"87                         | Matteo Senor                                                                             | 3'45"83                         |
| 1500 m              | Alessio Proietti Colonna                                                              | 14'25"08                          | Matteo Ciampi                                                                         | 14'37"08                        | Alessio Occhipinti                                                                       | 14'46"82                        |
| Dorso               |                                                                                       |                                   |                                                                                       |                                 |                                                                                          |                                 |
| 50 m                | Matteo Milli                                                                          | 23"55                             | Marco Orsi                                                                            | 23"62                           | Simone Sabbioni                                                                          | 23"92                           |
| 100 m               | Lorenzo Mora                                                                          | 50"79                             | Thomas Ceccon                                                                         | 50"80                           | Matteo Milli                                                                             | 51"10                           |
| 200 m               | Lorenzo Mora                                                                          | 1'50"92                           | Emanuel Turchi                                                                        | 1'53"51                         | Michele Lamberti                                                                         | 1'55"10                         |
| Rana                |                                                                                       |                                   |                                                                                       |                                 |                                                                                          |                                 |
| 50 m                | Fabio Scozzoli                                                                        | 25"99                             | Nicolò Martinenghi                                                                    | 26"58                           | Zaccaria Casna                                                                           | 26"95                           |
| 100 m               | Fabio Scozzoli                                                                        | 57"17                             | Nicolò Martinenghi                                                                    | 57"73                           | Zaccaria Casna                                                                           | 58"77                           |
| 200 m               | Nicolò Martinenghi                                                                    | 2'07"00                           | Alessandro Fusco                                                                      | 2'07"42                         | Edoardo Giorgetti                                                                        | 2'07"71                         |
| Farfalla            |                                                                                       |                                   |                                                                                       |                                 |                                                                                          |                                 |
| 50 m                | Marco Orsi                                                                            | 22"87                             | Daniele D'Angelo                                                                      | 23"25                           | Matteo Rivolta                                                                           | 23"29                           |
| 100 m               | Matteo Rivolta                                                                        | 51"17                             | Piero Codia                                                                           | 51"37                           | Santo Condorelli                                                                         | 51"46                           |
| 200 m               | Federico Burdisso                                                                     | 1'54"33                           | Giacomo Carini                                                                        | 1'54"55                         | Matteo Pelizzari                                                                         | 1'54"56                         |
| Misti               |                                                                                       |                                   |                                                                                       |                                 |                                                                                          |                                 |
| 100 m               | Marco Orsi                                                                            | 51"57 -                           | Simone Geni                                                                           | 52"60                           | Fabio Scozzoli                                                                           | 52"86                           |
| 200 m               | Thomas Ceccon                                                                         | 1'53"26                           | Lorenzo Glessi                                                                        | 1'54"50                         | Alberto Razzetti                                                                         | 1'55"03                         |
| 400 m               | Lorenzo Tarocchi                                                                      | 4'06"90                           | Alberto Razzetti                                                                      | 4'08"43                         | Matteo Pelizzari                                                                         | 4'09"27                         |
| Staffette           |                                                                                       |                                   |                                                                                       |                                 |                                                                                          |                                 |
| 4x50 m stile libero | Centro Sportivo Esercito Piero Codia Ivano Vendrame Niccolò Bonacchi Lorenzo Zazzeri  | 1'26"17 - 22"28 21"49 21"38 21"02 | Gruppo Sportivo Fiamme Oro Thomas Ceccon Alessandro Miressi Matteo Rivolta Marco Orsi | 1'26"23 21"62 21"61 21"86 21"14 | Circolo Canottieri Aniene Stefano Di Cola Michele Latrofa Giovanni Sorriso Valerio Coggi | 1'28"04 22"45 21"73 21"66 22"20 |
| 4x50 m misti        | Gruppo Sportivo Fiamme Oro Thomas Ceccon Nicolò Martinenghi Matteo Rivolta Marco Orsi | 1'33"62 23"91 26"07 22"65 20"99   | Centro Sportivo Esercito Simone Sabbioni Fabio Scozzoli Piero Codia Lorenzo Zazzeri   | 1'33"92 24"12 25"61 23"28 20"91 | In Sport Rane Rosse Matteo Milli Alessandro Pinzuti Giulio Brugnoli Fabio Lombini        | 1'34"99 23"64 26"37 23"03 21"95 |

### Donne
| Evento              | Oro                                                                                           | Tempo                             | Argento                                                                                      | Tempo                           | Bronzo                                                                                          | Tempo                           |
| Stile libero        |                                                                                               |                                   |                                                                                              |                                 |                                                                                                 |                                 |
| 50 m                | Erika Ferraioli                                                                               | 24"28                             | Nicoletta Ruberti                                                                            | 24"76                           | Silvia Di Pietro                                                                                | 24"80                           |
| 100 m               | Federica Pellegrini                                                                           | 52"81                             | Erika Ferraioli                                                                              | 53"39                           | Silvia Di Pietro                                                                                | 53"92                           |
| 200 m               | Federica Pellegrini                                                                           | 1'55"31                           | Laura Letrari                                                                                | 1'57"31                         | Alice Mizzau                                                                                    | 1'57"82                         |
| 400 m               | Simona Quadarella                                                                             | 4'03"48                           | Martina Rita Caramignoli                                                                     | 4'05"74                         | Diletta Carli                                                                                   | 4'08"91                         |
| 800 m               | Simona Quadarella                                                                             | 8'13"41                           | Giulia Gabbrielleschi                                                                        | 8'23"43                         | Martina Rita Caramignoli                                                                        | 8'24"28                         |
| Dorso               |                                                                                               |                                   |                                                                                              |                                 |                                                                                                 |                                 |
| 50 m                | Silvia Scalia                                                                                 | 26"67 -                           | Elena Di Liddo                                                                               | 27"12                           | Costanza Cocconcelli                                                                            | 27"14                           |
| 100 m               | Silvia Scalia                                                                                 | 57"56                             | Margherita Panziera                                                                          | 57"94                           | Giulia D'Innocenzo                                                                              | 58"41                           |
| 200 m               | Margherita Panziera                                                                           | 2'01"56 -                         | Giulia D'Innocenzo                                                                           | 2'06"08                         | Martina Cenci                                                                                   | 2'06"95                         |
| Rana                |                                                                                               |                                   |                                                                                              |                                 |                                                                                                 |                                 |
| 50 m                | Martina Carraro                                                                               | 30"19                             | Benedetta Pilato                                                                             | 30"32                           | Sara Morotti                                                                                    | 30"62                           |
| 100 m               | Martina Carraro                                                                               | 1'05"86                           | Arianna Castiglioni Ilaria Scarcella                                                         | 1'06"00                         |                                                                                                 |                                 |
| 200 m               | Francesca Fangio                                                                              | 2'21"22                           | Anna Pirovano                                                                                | 2'22"67                         | Natalia Foffi                                                                                   | 2'24"15                         |
| Farfalla            |                                                                                               |                                   |                                                                                              |                                 |                                                                                                 |                                 |
| 50 m                | Elena Di Liddo                                                                                | 26"32                             | Ilaria Bianchi                                                                               | 26"33                           | Silvia Di Pietro                                                                                | 26"35                           |
| 100 m               | Elena Di Liddo                                                                                | 57"01                             | Ilaria Bianchi                                                                               | 57"20                           | Costanza Cocconcelli                                                                            | 59"32                           |
| 200 m               | Alessia Polieri                                                                               | 2'07"39                           | Ilaria Bianchi                                                                               | 2'07"48                         | Stefania Pirozzi                                                                                | 2'09"27                         |
| Misti               |                                                                                               |                                   |                                                                                              |                                 |                                                                                                 |                                 |
| 100 m               | Laura Letrari                                                                                 | 59"88                             | Ilaria Cusinato                                                                              | 1'00"03                         | Costanza Cocconcelli                                                                            | 1'00"05                         |
| 200 m               | Anna Pirovano                                                                                 | 2'08"97                           | Sara Franceschi                                                                              | 2'09"19                         | Luisa Trombetti                                                                                 | 2'10"25                         |
| 400 m               | Luisa Trombetti                                                                               | 4'35"27                           | Stefania Pirozzi                                                                             | 4'37"06                         | Carlotta Toni                                                                                   | 4'37"80                         |
| Staffette           |                                                                                               |                                   |                                                                                              |                                 |                                                                                                 |                                 |
| 4x50 m stile libero | Centro Sportivo Esercito Aglaia Pezzato Laura Letrari Giorgia Biondani Erika Ferraioli        | 1'39"07 25"27 24"87 25"10 23"83   | Circolo Canottieri Aniene Lucrezia Raco Giulia Spaziani Miriana Durante Federica Pellegrini  | 1'39"43 24"95 24"62 25"53 24"31 | Centro Sportivo Carabinieri Silvia Di Pietro Elena Di Liddo Paola Biagioli Giulia D'Innocenzo   | 1'39"47 24"79 24"75 24"60 25"33 |
| 4x50 m misti        | Nuoto Club Azzurra 1991 Costanza Cocconcelli Martina Carraro Ilaria Bianchi Nicoletta Ruberti | 1'47"83 - 27"08 30"09 26"20 24"46 | Gruppo Sportivo Fiamme Oro Margherita Panziera Ilaria Scarcella Ilaria Cusinato Giada Galizi | 1'48"47 27"31 30"39 26"41 24"36 | Centro Sportivo Carabinieri Carlotta Zofkova Giulia De Ascentis Elena Di Liddo Silvia Di Pietro | 1'49"27 27"55 31"72 25"82 24"18 |